# Kenneth Dawes
Kenneth George Dawes (ur. 17 stycznia 1947 w Islington) – brytyjski zapaśnik walczący w stylu wolnym. Dwukrotny olimpijczyk. Odpadł w eliminacjach turnieju w Monachium 1972 i Montrealu 1976. Startował w kategorii 62 kg.
Pięciokrotny mistrz kraju w latach 1969, 1970 i 1976 (63 kg) i 1971, 1977 (69 kg).
- Turniej w Monachium 1972

Przegrał z Patem Bolgerem z Kanady i Petre Comanem z Rumunii.
- Turniej w Montrealu 1976

Przegrał z Siergiejem Timofiejewem z ZSRR i Eduardem Girayem z RFN.